# Berislav Šipuš
Berislav Šipuš (Zagreb, 14. svibnja 1958.), hrvatski skladatelj, dirigent i glazbeni pedagog. Od prosinca 2011. do travnja 2015. obavljao je dužnost zamjenika ministrice kulture Republike Hrvatske. Dana 24. travnja 2015. godine imenovan je ministrom kulture RH.

## Životopis
Usporedno sa studijem povijesti umjetnosti na zagrebačkom Filozofskom fakultetu studirao je i diplomirao kompoziciju (1987.) na Muzičkoj akademiji u Zagrebu u razredu prof. Stanka Horvata. U kompoziciji se usavršavao kod Gilberta Bosca u Udinama (1986.) te François-Bernarda Mâchea i Iannisa Xenakisa u Parizu (1987.).
Dirigiranje je usavršavao kod Vladimira Kranjčevića, Željka Brkanovića, Krešimira Šipuša i Milana Horvata.
Od 1979. – 1982. djeluje kao korepetitor Baleta HNK u Zagrebu, od 1987. – 1989. nastavnik teorije glazbe na Glazbenom učilištu Elly Bašić u Zagrebu, od 1988. – 1989. je korepetitor u Bermuda Civic Ballet, a 1989. producent u Koncertnoj dvorani Vatroslava Lisinskog. 1989. započinje suradnju s Teatro alla Scala u Milanu, gdje je korepetitor Baleta (1989. – 1999.), dirigent orkestra u baletnim produkcijama (1997. – 1999.) te korepetitor i asistent dirigentima u Operi (1999. – 2001.). Istodobno je aktivan i u Zagrebu, osobito na Muzičkoj akademiji, gdje je predavač teorijskih glazbenih predmeta (1988. – 1989.), docent na Odsjeku za kompoziciju i glazbenu teoriju (od 1998.), izvanredni profesor (od 2005.) i redovni profesor od 2009. Bio je producent (1987. i 1989.) i umjetnički direktor (od 1997. do 2011.) Muzičkog biennala Zagreb.
Od 2001. do 2005. bio je ravnatelj Zagrebačke filharmonije i umjetnički voditelj ansambla Cantus. Od 2012. godine počasni je umjetnički voditelj tog ansambla. Od godine 2007. voditelj je i prvi dirigent Hrvatskog komornog orkestra.
Poslije smrti Daniela Marušića, bio je umjetnički direktor Osorskih glazbenih večeri (od 2009. do 2011.) te predsjednik-volonter Hrvatske glazbene mladeži. 
Berislav Šipuš član je Hrvatskog društva skladatelja, a od svibnja 2012. i član suradnik Razreda za glazbenu umjetnost i muzikologiju HAZU.

## Popis djela
- Vidi HDS ZAMP: Berislav Šipuš (popis djela)

## Nagrade i priznanja
- 1985. – Rektorova nagrada Sveučilišta u Zagrebu
- 1985. – Prva i Treća nagrada na 15. međunarodnom natjecanju Muzičke omladine u Beogradu
- 1985. – Nagrada Sedam sekretara SKOJ-a
- 1987. – Nagrada Muzičkog biennala Zagreb
- 1988. – Nagrada Hrvatskoga glazbenog zavoda
- 1995. – Vjesnikova Nagrada Josip Štolcer Slavenski
- 2002. – Nagrada Boris Papandopulo Hrvatskog društva skladatelja
- 2004. – Odličje Reda Viteza umjetnosti i književnosti Ministarstva kulture Republike Francuske
- 2009. – Odličje Reda Danice hrvatske s likom Marka Marulića
- 2009. – Nagrada Vladimir Nazor (godišnja) za balet Proces
- 2009. – Nagrada Boris Papandopulo Hrvatskog društva skladatelja
- 2014. – Odličje Predsjednika Republike Italije, Reda Zvijezda Italije i naslov Commendatore

## Vanjske poveznice
- Ministarstvo kulture RH: Berislav Šipuš (životopis)
- Hrvatsko društvo skladatelja: Berislav Šipuš (životopis)
- Hrvatska akademija znanosti i umjetnosti: Berislav Šipuš (životopis)
- Osorske glazbene večeri: Berislav Šipuš  Arhivirana inačica izvorne stranice od 20. srpnja 2013. (Wayback Machine) (životopis)
- International Society for Contemporary Music: Šipuš, Berislav  Arhivirana inačica izvorne stranice od 23. travnja 2015. (Wayback Machine) (engl.) (životopis)